# Олесь Воля
Олесь Воля (справжнє ім'я Міщенко Олександр Володимирович; 13 квітня 1952, село Винники Козельщинського району, Полтавської області) — український письменник, журналіст, мислитель, дослідник Голодомору в Україні 1932—1933 рр.

## Життєпис
Закінчив факультет журналістики Київського університету.
Працював журналістом у районній газеті «Радянське село», провідником у поїздах далекого сполучення, різноробочим, клерком, розповсюджувачем книжок на Петрівці. Будував Байкало-Амурську магістраль, викладав літературу у вечірній школі в Сибіру. Власний кореспондент газети «Селянська правда від Івана Бокого».
Досліджувати Голодомори в Україні почав ще студентом за радянської влади, переходив з хати в хату в селах Полтавщини, розпитуючи про стражденні долі співвітчизників, про голодомор 1932—1933 років та політичні репресії. Окремі розповіді тих, хто пережив голодовку 1921-1923-го, та історії про війну видавав у районній газеті. Молодого колегу в його дослідженнях підтримував Олесь Гончар, закликаючи: 
| Відкладіть усе, Олександре, а книгу про голод напишіть!.. |
Молодший Олесь пообіцяв спершу самому собі, а затим принагідно й класикові вітчизняної літератури написати книгу неодмінно, чого б це не вартувало. І встиг подарувати свою вистраждану роками книгу Олесеві Терентійовичу Гончару.

## Твори
Починав писати традиційну прозу, але потім звернувся до інших жанрів — документальних свідчень, роздумів, лаконічних суджень.
- «Я плакав на ранкову траву»
- «Безкровна війна: книга свідчень»
- «Через все пройти»
- «Все починається з любові»
- «Українські катрени»
- «Степівщина»
- «Мор. Книга буття України» — щоб написати фундаментальний народний епос обсягом 1152 сторінки, кілька разів обійшов рідні краї й занотував спогади 10 тисяч очевидців про голодомор 1932-33 років.
- «Діалог з великими»
- «Афоризми. Піраміда духу»
- «Щоденник. Сорок років. 1969—2009» — автобіографічна оповідь на 1112 сторінок; представлені документи епохи, розповіді свідків, роздуми, аналіз-дослідження того, що чинили й чинять вороги і недруги над підневільним, ошуканим українським народом.
- «Перегін»

## Літературні премії та нагороди
Лауреат літературних премій імені Олеся Гончара (2004) та Григорія Сковороди (2009), грошову частку якої письменник побажав передати на благодійні цілі.

## Олесь Воля про український народ і українську владу
| Ідеалізую мій український народ за його муки і страждання; в іншому він розчаровує... |
| При владі або патріоти, або дурисвіти — інших не буває. В Україні, на жаль, переважно дурисвіти... |